# اچ‌ام‌سی‌اس تیپوال
اچ‌ام‌سی‌اس تیپوال (به انگلیسی: HMCS Thiepval) یک کشتی بود که طول آن ۱۳۰ فوت (۴۰ متر) بود. این کشتی در سال ۱۹۱۷ ساخته شد.